# Koenigsegg Quant

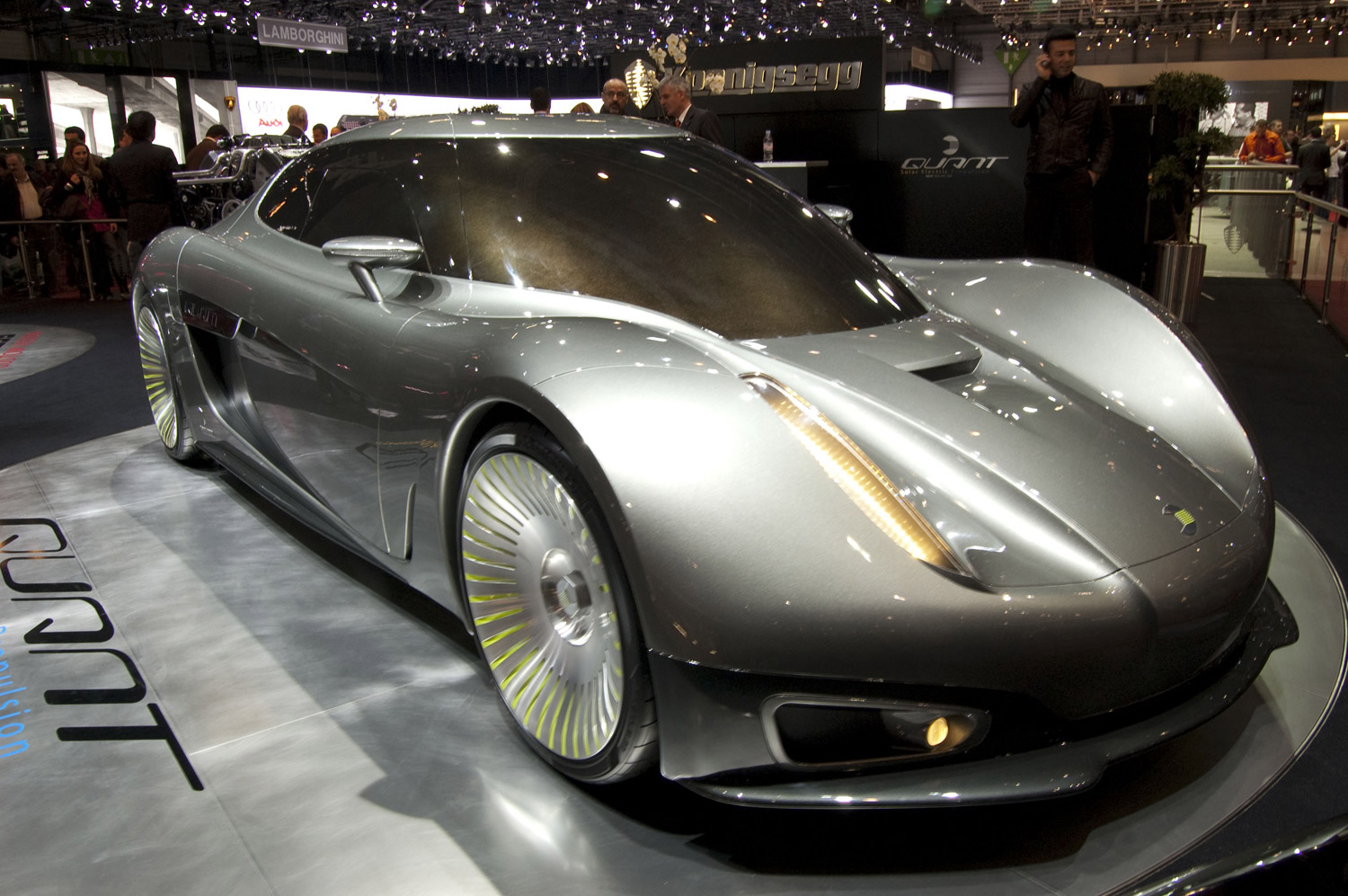
Voorkant

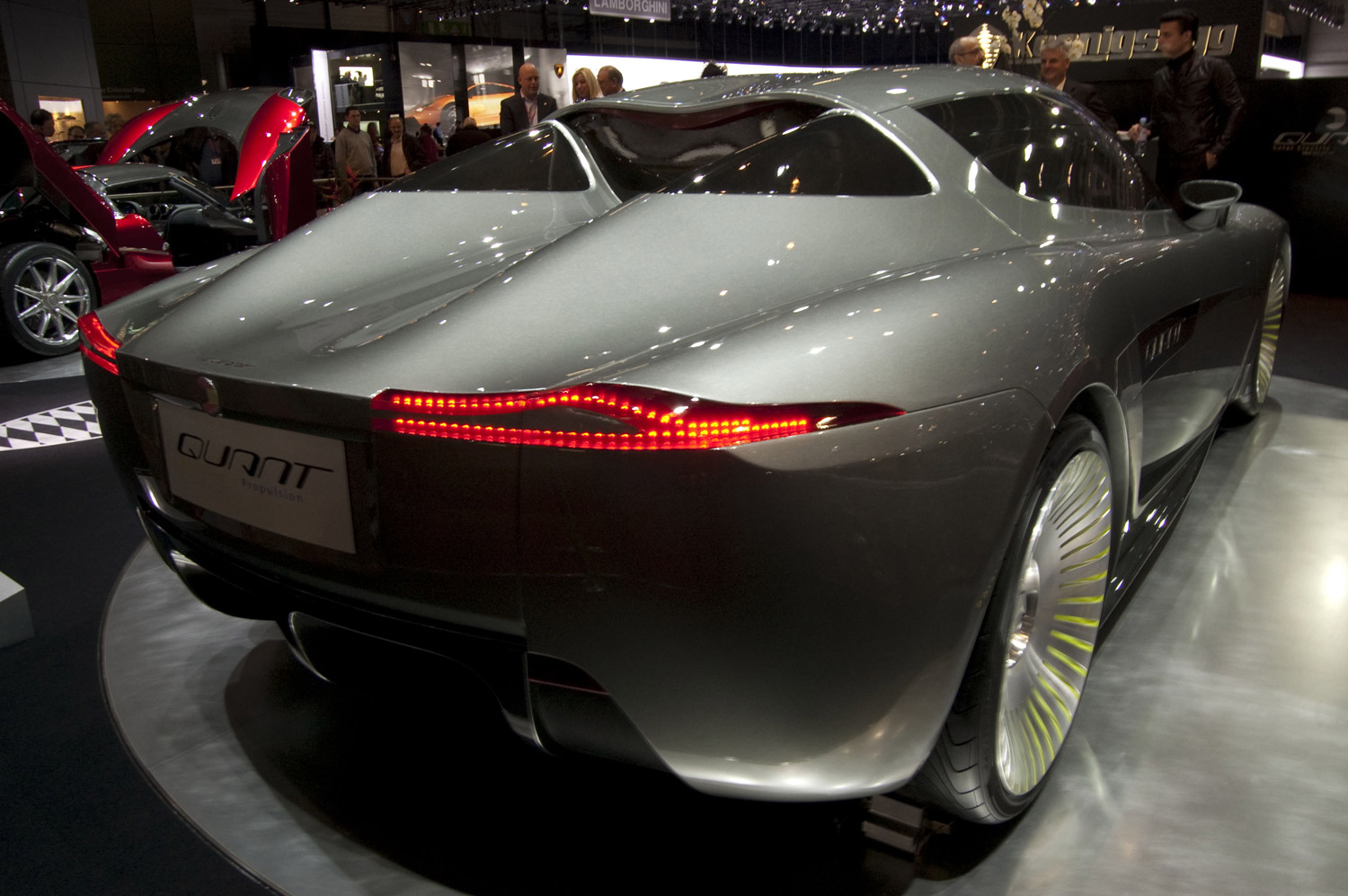
Achterkant

De Koenigsegg Quant is een conceptauto van het Zweedse automerk Koenigsegg. De Quant werd ontwikkeld samen met het Zwitserse bedrijf NLV Solar AG en onthuld op de Autosalon van Geneve in 2009. De auto rijdt geheel op zonne-energie.